# Rhysodesmus byersi
Rhysodesmus byersi är en mångfotingart som beskrevs av Loomis 1966. Rhysodesmus byersi ingår i släktet Rhysodesmus och familjen Xystodesmidae. Inga underarter finns listade i Catalogue of Life.